# 清水貴之 (野球)
清水 貴之（しみず たかし、1984年5月15日 - ）は、東京都渋谷区出身の元プロ野球選手（投手）。左投左打。NPBでは育成選手であった。血液型はAB型。

## 経歴
世田谷学園高時代、3年時の夏は東東京予選5回戦で敗退。甲子園出場経験は無し。1学年下に大谷尚徳がいる。
高校卒業後は、東海地区大学野球連盟に加盟している日本大学国際関係学部へ進学。4年時に、第55回全日本大学野球選手権大会で全国マウンドを経験。
大学卒業後は、社会人野球の全足利クラブに入団。1年目の2007年から公式戦に登板。2年連続で、全日本クラブ野球選手権大会でベスト4に進出している。
2009年から、ベースボール・チャレンジ・リーグの群馬ダイヤモンドペガサスでプレー。同年は、主に先発として5勝を挙げ、防御率も1.83を記録。
2010年は、5月29日の対新潟アルビレックス・ベースボール・クラブ戦（高崎市城南野球場）でBCリーグ初のノーヒットノーランを達成。打者31人に対し、球数106球、奪三振4、許した走者は四球による4人のみという内容だった。しかし、シーズンで見ると防御率4.00とリーグ最多の56与四球を記録してしまい、前年よりも大きく成績を落としてしまった。
引退も考えたが、全足利クラブ時代の同僚であった岡田幸文の活躍に刺激を受け、後1年野球を続ける事を決意。2011年は、腕の位置を下げたスリークォーター気味のフォームに変更し、救援に転向して臨んだ。これが功を奏して、防御率1.80と結果を残し、セーブも高津臣吾の16セーブに次ぐ15セーブを挙げた。
2011年10月27日、プロ野球ドラフト会議で福岡ソフトバンクホークスから育成4位指名を受けた。同会議では阪神タイガースからチームメイトの廣神聖哉が育成1位指名を受けており、2人揃って群馬ダイヤモンドペガサスから初のドラフト指名選手となった。
2014年、10月5日に球団から戦力外通告を受けた。10月31日、自由契約公示された。12月18日に打撃投手に就任することが発表された。

## 選手としての特徴・人物
スリークォーターから常時130km/h台中盤のストレートと、決め球のスライダーが武器。
BCリーグ時代のオフには、週5日でアルバイトをしていた。

## 詳細情報

### 年度別投手成績
- 一軍公式戦出場なし

### 独立リーグでの投手成績
| 年 度     | 球 団     | 登 板 | 完 投 | 勝 利 | 敗 戦 | セ ｜ ブ | 勝 率 | 打 者 | 投 球 回 | 被 安 打 | 被 本 塁 打 | 与 四 球 | 与 死 球 | 奪 三 振 | 暴 投 | ボ ｜ ク | 失 点 | 自 責 点 | 防 御 率 | 奪 三 振 率 | W H I P |
| --------- | --------- | ----- | ----- | ----- | ----- | -------- | ----- | ----- | -------- | -------- | ----------- | -------- | -------- | -------- | ----- | -------- | ----- | -------- | -------- | ----------- | ------- |
| 2009      | 群馬      | 27    | 1     | 5     | 4     | 1        | .556  | 349   | 88.2     | 62       | 3           | 29       | 7        | 55       | 5     | 0        | 23    | 18       | 1.83     | 5.58        | 1.02    |
| 2010      | 群馬      | 23    | 1     | 6     | 7     | 0        | .462  | 446   | 99.0     | 91       | 2           | 56       | 1        | 61       | 5     | 1        | 52    | 44       | 4.00     | 5.55        | 1.48    |
| 2011      | 群馬      | 29    | 0     | 0     | 1     | 15       | .000  | 131   | 30.0     | 25       | 1           | 10       | 4        | 29       | 2     | 0        | 16    | 6        | 1.80     | 8.70        | 1.17    |
| 通算：3年 | 通算：3年 | 79    | 2     | 11    | 12    | 16       | .478  | 926   | 217.2    | 178      | 6           | 95       | 12       | 145      | 12    | 1        | 91    | 68       | 2.81     | 6.00        | 1.25    |

- 各年度の太字はリーグ最高

### 背番号
- 16 （2009年 - 2011年）
- 135 （2012年 - 2014年）
- 104 （2015年 - 2018年）